# Caesalpinia murifructa
Caesalpinia murifructa là một loài thực vật có hoa trong họ Đậu. Loài này được Gillis & Proctor miêu tả khoa học đầu tiên.